# Аллен, Даниэль
Даниэль Аллен (Danielle S. Allen; род. 1971, Такома Парк, Мэриленд) — американский политолог, политический философ и классицист (антиковед), специализируется по вопросам юстиции и гражданства, и в особенности по демократии.
Дважды доктор философии (1996, 2001), Университетский профессор Гарварда (с 2017) и директор его Edmond J. Safra Center for Ethics (с 2015), прежде профессор Чикагского университета и Института перспективных исследований (г. Принстон). Член Американской академии искусств и наук (2009) и Американского философского общества (2015). Макартуровский стипендиат (2001), лауреат премии Клюге (2020).

## Биография
Окончила с отличием summa cum laude Принстон (бакалавр классики, 1993), состояла в Phi Beta Kappa. По стипендии Маршалла в кембриджском Королевском колледже получила степени M.Phil. (1994) и доктора философии по классике (антиковедению) (1996). Затем обучалась в Гарварде, где также получила степени A.M. (1998) и Ph.D. по управлению (2001).
С 1997 по 2007 год состояла в штате Чикагского университета, достигла должности профессора классики и политологии, с 2004 года декан отдела гуманитарных наук, являлась членом университетского Committee on Social Thought.
С 2007 года профессор UPS Foundation в Институте перспективных исследований (г. Принстон), а с 2015 года профессор Гарвардского университета и директор его Edmond J. Safra Center for Ethics. C 2017 года именной Университетский профессор (James Bryant Conant University Professor).
Председатель совета Andrew W. Mellon Foundation, экс-глава совета Пулитцеровской премии. Попечитель Амхерстского колледжа и Принстонского университета.
Часто выступает публично и в СМИ, ведёт колонку в Washington Post.
Отмечена Quantrell Award for Excellence in Undergraduate Teaching Чикагского университета.

## Труды
Автор многих работ и шести книг:
- The World of Prometheus: The Politics of Punishing in Democratic Athens (2000)
- Talking to Strangers: Anxieties of Citizenship since Brown vs. the Board of Education (2004)
- Why Plato Wrote (2010)
- Our Declaration: A Reading of the Declaration of Independence in the Defense of Equality (2014) — отмечена 2015 Francis Parkman Prize[англ.]
- Education and Equality (2016)
- Cuz: The Life and Times of Michael A. (2017)

Соредактор Education, Justice and Democracy (2013, с Robert Reich) и From Voice to Influence: Understanding Citizenship in the Digital Age (forthcoming, с Jennifer Light).